# Phyllopentas ionolaena
Phyllopentas ionolaena är en måreväxtart som först beskrevs av Karl Moritz Schumann, och fick sitt nu gällande namn av Jesper Kårehed och Birgitta Bremer. Phyllopentas ionolaena ingår i släktet Phyllopentas och familjen måreväxter. Inga underarter finns listade i Catalogue of Life.